# برج الشمالي
 برج الشمالي هي إحدى القرى اللبنانية من قرى قضاء صور في محافظة الجنوب. يقع مخيم البرج الشمالي على أراضيها.

## لمحة تاريخية
- أنظر أيضا مخيم البرج الشمالي

## الموقع والمساحة
تبعد برج الشمالي حوالي 86 كلم (53.4404 مي) عن بيروت عاصمة لبنان. ترتفع حوالي 62 م (1) (203.422 قدم - 67.8032 يارد) عن سطح البحر وتمتد على مساحة تُقدَّر بـ 1069 هكتاراً (10.69 كلم²- 4.12634 مي²  